# Оксид алюмінію(II)
Оксид алюмінію(II) — сполука алюмінію та кисню з хімічною формулою AlO. Він був виявлений у газовій фазі після вибуху алюмінізованих гранат у верхніх шарах атмосфери і в спектрах поглинання зір.
Цей оксид алюмінію набагато менш поширений, ніж оксид алюмінію Al2O3, оскільки алюміній зазвичай існує в ступені окислення +3.